# Брэйзер, Келли
Келли Брэйзер (англ. Kelly Brazier, родилась 28 октября 1989 года в Данидине) — новозеландская регбистка, играющая на позиции флай-хава, центра или фуллбэка. Выступает за сборные Новой Зеландии по регби-15 и регби-7 и за команду «Бэй оф Пленти» в чемпионате провинций Новой Зеландии. Серебряный призёр летних Олимпийских игр 2016 года по регби-7, дважды чемпионка мира по регби-7 и дважды чемпионка мира по регби-15 в составе сборной Новой Зеландии.

## Личная жизнь
Отец — англичанин, мать — ирландка. В Новую Зеландию родители прибыли со своим первым ребёнком Тони, позже у Келли родился младший брат, который и привёл её в регби. Бисексуалка, состоит в браке со своей партнёршей Талией Тахау. Любимый игрок — Дэн Картер, любимая кухня — тайская, любимый фильм — «Законопослушный гражданин», кумир в спорте — Рафаэль Надаль.

## Игровая карьера
Двухлетний брат Келли привлёк её в регбийный мир: летом она играла в тач-регби, зимой в регби-юнион. Первый тренер — Брент Лукас. В возрасте 14-15 лет она привлекалась в школьные сборные Новой Зеландии по тач-регби. С 2003 года играла за клуб «Альхамбра» и за «Отаго Спирит» в чемпионате провинций. 2 мая 2009 года в матче «Отаго Метрополитен» против «Каикораи» на стадионе «Юнивёрсити Овал» в Данедине она набрала 64 очка (10 попыток и 7 реализаций). По итогам 2009 года Келли была номинирована на регбийную премию Штайнлагера, присуждаемую Новозеландским регбийным союзом лучшей регбистке года, но проиграла Виктории Хейуэй.
14 ноября 2009 года Брэйзер дебютировала в матче против Англии на «Пиллар Дата Арена» в Эшере, завершившемся победой новозеландок 16:3. Второй тест-матч прошёл на «Туикенеме» в присутствии 12500 человек, новозеландки уступили 10:3. В 2010 году на чемпионате мира Брэйзер сыграла ключевую роль в победе сборной Новой Зеландии, в том числе и в финале против англичанок, а на турнире она отметилась четырьмя попытками, 11 реализациями и 2 штрафными. Первую попытку занесла в игре против ЮАР с передачи Анны Ричардс. В 2009 и 2010 годах по итогам выступлений Брэйзер была названа лучшей спортсменкой года по версии Института спорта и приключенческого туризма Отаго.
Четыре месяца Брэйзер провела в Канаде, в клубе «Эдмонтон Клансмен», после чего вернулась в состав «Кентербери» в 2011 году. Несмотря на успешный дебют в виде разгромной победы над «Хоук-Бэйс Туис» со счётом 60:0 (две попытки на счету Брэйзер) и серии побед над «Манауату Сайклонз» и «Отаго Спири», команда «Кентербери» не вышла в финал. В октябре 2011 года Грант Хансен вызвал её на три тест-матча против Англии, которые прошли неудачно — 5 очков (реализация и штрафной), два поражения и ничья. В 2017 году Брэйзер завоевала второй титул чемпионки мира в составе новозеландской команды.
В регби-7 Брэйзер добилась также успехов: два выигранных титула чемпионки мира в 2013 и 2018 годах, серебряные медали Олимпиады в Рио-де-Жанейро (7 очков, попытка и реализация) и чемпионский титул Игр Содружества 2018 года. На Играх в Голд-Косте Брэйзер занесла победную попытку в финале против Австралии, пробежав 80 метров и принеся своей сборной победу на Играх.